# Tàngara melera encaputxada
La tàngara melera encaputxada (Chlorophanes spiza) és un ocell de la família dels tràupid (Thraupidae) i única espècie del gènere Chlorophanes Reichenbach, 1853.

## Hàbitat i distribució
Habita la selva pluvial, vegetació secundària, sabana i bosc obert de les terres baixes del sud de Mèxic fins Nicaragua, Costa Rica i Panamà i des de Colòmbia, Veneçuela, Trinitat i Guaiana, cap al sud, per l'oest dels Andes, fins al nord-oest del Perú i, a través de l'est de l'Equador i est del Perú fins al nord i l'est de Bolívia i Amazònia, est i sud-est del Brasil.